# Rifargia calvesta
Rifargia calvesta är en fjärilsart som beskrevs av William Schaus 1937. Rifargia calvesta ingår i släktet Rifargia och familjen tandspinnare. Inga underarter finns listade.